# 52. Golden Globe-gála
Az 52. Golden Globe-gálára 1995. január 21-én, vasárnap került sor, az 1994-ben mozikba, vagy képernyőkre került amerikai filmeket, illetve televíziós sorozatokat díjazó rendezvényt a kaliforniai Beverly Hillsben, a Beverly Hilton Hotelben tartották meg.
Az 52. Golden Globe-gálán Sophia Loren vehette át a Cecil B. DeMille-életműdíjat.

## Filmes díjak
A nyertesek félkövérrel jelölve.

### Legjobb film (dráma)
- Forrest Gump
  - Kvíz show
  - Nell, a remetelány
  - Ponyvaregény
  - Szenvedélyek viharában

### Legjobb film (musical vagy vígjáték)
- Az oroszlánkirály
  - Pret-a-porter – Divatdiktátorok
  - Ed Wood
  - Négy esküvő és egy temetés
  - Priscilla, a sivatag királynőjének kalandjai

### Legjobb színész (dráma)
- Tom Hanks – Forrest Gump
  - Morgan Freeman – A remény rabjai
  - John Travolta – Ponyvaregény
  - Paul Newman – Senki bolondja
  - Brad Pitt – Szenvedélyek viharában

### Legjobb színész (musical vagy vígjáték)
- - Hugh Grant – Négy esküvő és egy temetés
  - Jim Carrey – A Maszk
  - Johnny Depp – Ed Wood
  - Arnold Schwarzenegger – Junior
  - Terence Stamp – Priscilla, a sivatag királynőjének kalandjai

### Legjobb színésznő (dráma)
- Jessica Lange – Kék ég
  - Jennifer Jason Leigh – Mrs. Parker és az ördögi kör
  - Jodie Foster – Nell, a remetelány
  - Miranda Richardson – Tom és Viv
  - Meryl Streep – Veszélyes vizeken

### Legjobb színésznő (musical vagy vígjáték)
- Jamie Lee Curtis – True Lies – Két tűz között
  - Shirley MacLaine – Az öreg hölgy és a testőr
  - Geena Davis – Hallgass velem!
  - Emma Thompson – Junior
  - Andie MacDowell – Négy esküvő és egy temetés

### Legjobb mellékszereplő színész
- Martin Landau – Ed Wood
  - Gary Sinise – Forrest Gump
  - John Turturro – Kvíz-show
  - Samuel L. Jackson – Ponyvaregény
  - Kevin Bacon – Veszélyes vizeken

### Legjobb mellékszereplő színésznő
- Dianne Wiest – Lövések a Broadwayn
  - Sophia Loren – Pret-a-porter – Divatdiktátorok
  - Robin Wright Penn – Forrest Gump
  - Kirsten Dunst – Interjú a vámpírral
  - Uma Thurman – Ponyvaregény

### Legjobb rendező
- Robert Zemeckis (Forrest Gump)
  - Robert Redford (Kvíz-show)
  - Oliver Stone (Született gyilkosok)
  - Quentin Tarantino (Ponyvaregény)
  - Edward Zwick (Szenvedélyek viharában)

### Legjobb forgatókönyv
- Ponyvaregény – Quentin Tarantino
  - Forrest Gump – Eric Roth
  - Négy esküvő és egy temetés –  Richard Curtis
  - Kvíz-show – Paul Attanasio
  - A remény rabjai – Frank Darabont

### Legjobb eredeti betétdal
- Can You Feel the Love Tonight – Az oroszlánkirály - Elton John
  - "The Color of the Night" – Az éjszíne
  - "Look What Love Has Done"  – Junior - Patty Smyth
  - "Circle of Life" – Az oroszlánkirály - Elton John
  - "Far Longer than Forever"  – Hattyúhercegnő - Regina Belle és Jeffrey Osborne
  - "I'll Remember"  – Tanulj, tinó! - Madonna

### Legjobb eredeti filmzene
- Az oroszlánkirály – Hans Zimmer
  - Forrest Gump – Alan Silvestri
  - Interjú a vámpírral – Elliot Goldenthal
  - Szenvedélyek viharában – James Horner
  - Nell, a remetelány – Mark Isham

### Legjobb idegen nyelvű film
- Farinelli - A kasztrált – Belgium
  - Étel, ital, férfi, nő – Tajvan
  - Margó királyné – Franciaország
  - Három szín: Piros – Lengyelország, Svájc
  - Élni – Hongkong

## Televíziós díjak
A nyertesek félkövérrel jelölve.

### Legjobb televíziós sorozat (dráma)
- X-akták
  - Chicago Hope Kórház
  - Vészhelyzet
  - New York rendőrei
  - Kisvárosi rejtélyek

### Legjobb televíziós sorozat (musical vagy vígjáték)
- Megőrülök érted
  - Frasier – A dumagép
  - Seinfeld
  - Házi barkács
  - Grace Under Fire

### Legjobb televíziós minisorozat vagy tévéfilm
- Emésztő tűz
  - Führer-nap
  - The Return of the Native
  - Roswell
  - Bátorság próba

### Legjobb színész, televíziós sorozat (dráma)
- Dennis Franz – New York rendőrei
  - Mandy Patinkin – Chicago Hope Kórház
  - Jason Priestly – Beverly Hills 90210
  - Tom Skerritt – Kisvárosi rejtélyek
  - Sam Waterston – Esküdt ellenségek

### Legjobb színész, televíziós sorozat (musical vagy vígjáték)
- Tim Allen  – Házi barkács
  - Kelsey Grammer –  Frasier – A dumagép
  - Craig T. Nelson – Coach
  - Jerry Seinfeld – Seinfeld
  - Paul Reiser – Megőrülök érted
  - Garry Shandling – The Larry Sanders Show

### Legjobb színész, televíziós minisorozat vagy tévéfilm
- Raúl Juliá – Emésztő tűz
  - Alan Alda – Bátorság próba
  - James Garner – Az idő múltával
  - Rutger Hauer – Führer-nap
  - Samuel L. Jackson – Fejjel a falnak

### Legjobb színésznő, televíziós sorozat (dráma)
- Claire Danes – My So-Called Life
  - Kathy Baker – Kisvárosi rejtélyek
  - Jane Seymour – Quinn doktornő
  - Angela Lansbury – Gyilkos sorok
  - Heather Locklear – Melrose Place

### Legjobb színésznő, televíziós sorozat (musical vagy vígjáték)
- Helen Hunt – Megőrülök érted
  - Candice Bergen – Murphy Brown
  - Ellen DeGeneres – Ellen
  - Brett Butler – Grace Under Fire
  - Patricia Richardson – Házi barkács

### Legjobb színésznő, televíziós minisorozat vagy tévéfilm
- Joanne Woodward – Az idő múltával
  - Kirstie Alley – David anyja
  - Irene Bedard – Lakota Woman: Siege at Wounded Knee
  - Diane Keaton – Amelia Earhart - Az utolsó repülés
  - Diana Ross – Sötétből a fénybe

### Legjobb mellékszereplő színész, televíziós sorozat, televíziós minisorozat vagy tévéfilm
- Edward James Olmos – Emésztő tűz
  - Jason Alexander – Seinfeld
  - Fyvush Finkel – Kisvárosi rejtélyek
  - David Hyde Pierce – Frasier – A dumagép
  - John Malkovich – A sötétség mélyén

### Legjobb mellékszereplő színésznő, televíziós sorozat, televíziós minisorozat vagy tévéfilm
- Miranda Richardson – Führer-nap
  - Sônia Braga – Emésztő tűz
  - Tyne Daly – Christy
  - Laura Leighton – Melrose Place
  - Jane Leeves – Frasier – A dumagép
  - Julia Louis-Dreyfus – Seinfeld
  - Laurie Metcalf – Roseanne
  - Leigh Taylor-Young – Kisvárosi rejtélyek
  - Liz Torres – The John Larroquette Show

## Különdíjak

### Cecil B. DeMille-életműdíj
A Cecil B. DeMille-életműdíjat Sophia Loren vehette át.

### Miss/Mr.Golden Globe
- John Clark Gable[4]

## Fordítás
Ez a szócikk részben vagy egészben  a(z)   52nd Golden Globe Awards című angol Wikipédia-szócikk ezen változatának fordításán alapul.  Az eredeti cikk szerkesztőit annak laptörténete sorolja fel. Ez a jelzés csupán a megfogalmazás eredetét és a szerzői jogokat jelzi, nem szolgál a cikkben szereplő információk forrásmegjelöléseként.